# Stromausfall

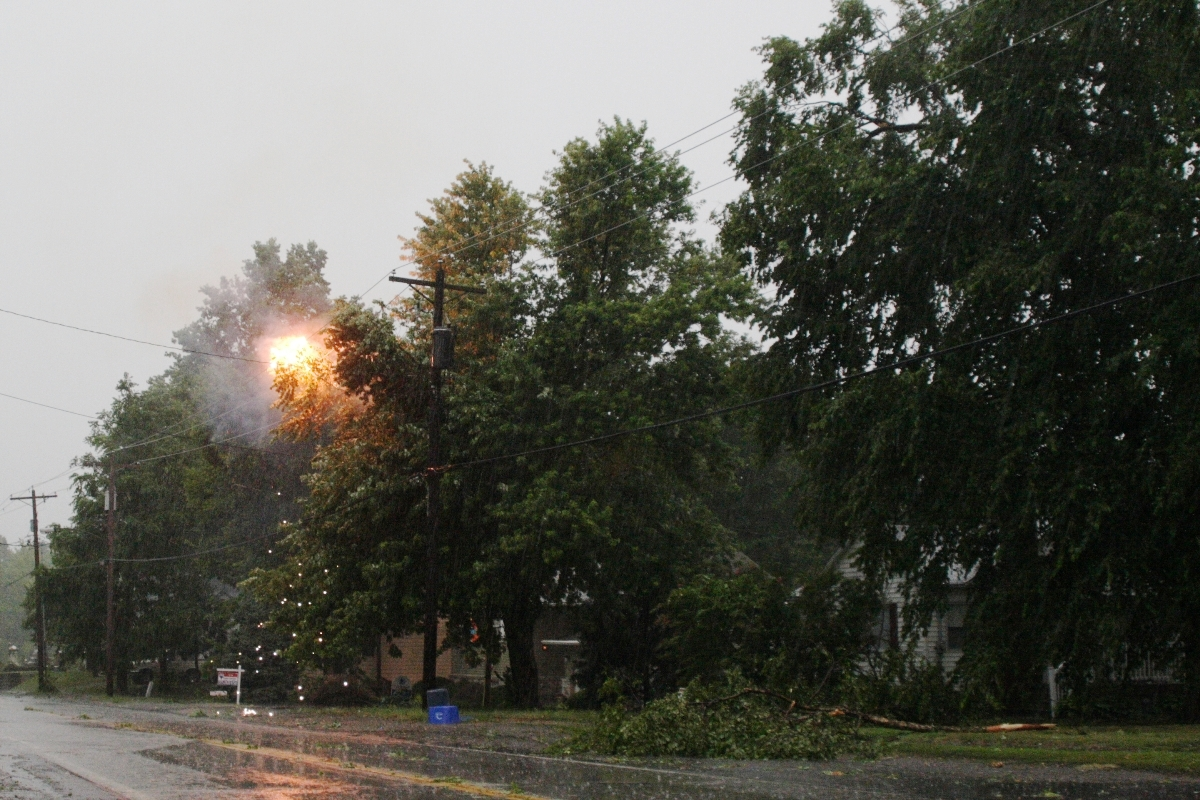
Kurzschluss (Erdschluss mit Baum) in einer Stromversorgungs-Freileitung

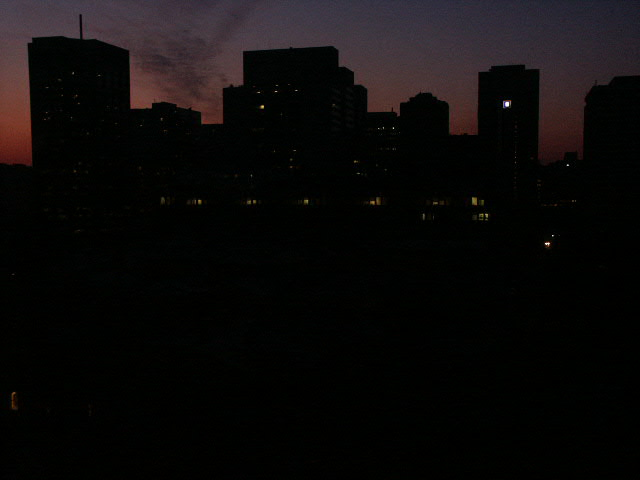
Toronto – Stromausfall am 14. August 2003

Ein Stromausfall (auch: ungeplante Versorgungsunterbrechung) ist eine plötzlich ungeplant auftretende Netzstörung im Stromnetz, durch die unbeabsichtigt die Elektrizitätsversorgung der Stromverbraucher unterbrochen ist, teils in ganz Ländern und halben Kontinenten, siehe Liste historischer Stromausfälle.
Dagegen werden geplante Versorgungsunterbrechungen zuvor angekündigt und müssen in Deutschland ggf. der Bundesnetzagentur gemeldet werden. Die längerfristige absichtliche Einstellung der Energieversorgung, beispielsweise wegen ausbleibenden Zahlungen, wird als Stromsperre bezeichnet.

## Allgemeines
Zur Definition des Stromausfalls gehört sein unbeabsichtigtes Auftreten. Eine beabsichtigte Stromunterbrechung gibt es beim Lastabwurf, wobei es beim Einsatz schnell reagierender automatischer Einrichtungen ggf. im Endeffekt zu unbeabsichtigten Folgeerscheinungen kommen kann. 
Es ist die Aufgabe des Stromversorgers, die Verbraucher zuverlässig und preiswert mit elektrischem Strom zu versorgen. Die geforderte Zuverlässigkeit ist bei Stromausfällen nicht vorhanden. Die Energiesicherheit wird durch Stromausfälle beeinträchtigt.

## Einteilung

### Einteilung nach der Ursache
Im Stromnetz kann die Netzdurchleitung entweder in den Stromleitungen (Kanten) oder in Umspannwerken (Netzknoten) unterbrochen werden.
Ursachen für einen Stromausfall können Fehler im Stromnetz, in Schaltelementen des Netzes und in elektrischen Anlagen oder ein Ungleichgewicht zwischen Erzeugung und Verbrauch sein. Ein Defekt eines einzelnen Gerätes oder dessen Zuleitung stellt keinen Stromausfall dar.
Die Grenze zwischen Stromnetz und Kundenanlage liegt nach der Niederspannungsanschlussverordnung im Hausanschlusskasten, in dem sich auch die Hauptsicherungen befinden. Stromausfälle im Bereich der Kundenanlage zählen nicht zu Stromausfällen nach dem Energiewirtschaftsgesetz. Entsprechendes gilt für an höhere Spannungsebenen angeschlossene Kunden. Dennoch können Fehler in der Kundenanlage wie ein Stromausfall wirken, vor allem in größeren Kundenanlagen und wenn in der Kundenanlage weitere Abnehmer nachgelagert sind.
Betreiber von Energieversorgungsnetzen müssen nach § 52 Energiewirtschaftsgesetz der Bundesnetzagentur (BNetzA) bis zum 30. April eines Jahres über alle in ihrem Netz im letzten Kalenderjahr aufgetretenen Versorgungsunterbrechungen einen Bericht vorlegen und darin auch die ergriffenen Maßnahmen zur Vermeidung künftiger Versorgungsstörungen darlegen. Die Bundesnetzagentur erfasst Störungen mit länger als drei Minuten Dauer mit folgenden Ursachen (Zahlen für 2018):
- Atmosphärische Einwirkungen: 6.262
- Einwirkungen Dritter: 20.076
- Höhere Gewalt: 2.584
- Zuständigkeit des Netzbetreibers: 36.262
- Rückwirkungsstörungen: 1.042
- Sonstiges: 99.964
Diese Störungsursache umfasst alle geplanten Versorgungsunterbrechungen (ausgenommen Zählertausch).

Der VDE|FNN stellt jährlich eine eigene Störungs- und Verfügbarkeitsstatistik auf, die etwa 75 % der Stromkreislängen abdeckt. Daraus wird die Erkenntnis abgeleitet, dass die Mittelspannungsebene einen entscheidenden Einfluss auf die Versorgungszuverlässigkeit hat. Seit 2013 ist das Schema des FNN zur Erfassung der Störungen mit dem der BNetzA abgeglichen.
Eine Studie der Energietechnischen Gesellschaft des VDE aus dem Jahr 2006 ergab folgende Verteilung der Ursachen von Versorgungsunterbrechungen:
- Mittelspannungsnetze (meist 10–30 kV): 84 %
- Niederspannungsnetze (230/400 Volt): 14 %
- 110-kV-Netze: 2 %
- Übertragungsnetze 220/380 kV: 0,1 %
- Erzeugung: 0 %.

#### Auslösen von Schutzeinrichtungen
- Auslösen der Sicherung („Durchbrennen“ der Schmelzsicherung) bzw. des Leitungsschutzschalters eines Stromkreises (seltener mehrere) oder des Fehlerstrom-Schutzschalters (RCD, häufig dreiphasig geschaltet, womit er mehrere Stromkreise trennt) ist eine häufige Ursache für den Stromausfall in einzelnen Bereichen einer Kundenanlage, z. B. in einem oder mehreren Zimmern oder einer Gerätegruppe.
- Ab dem Fallen oder Durchbrennen der Hauptsicherung ist das gesamte Haus von einem Stromausfall betroffen.

#### Naturereignisse
Witterung (Blitzschlag in eine Überlandleitung) oder Naturkatastrophen (Schneelast und Eisschichten auf Leitungen und Masten wie beim Münsterländer Schneechaos) sind eine häufige Ursache von Stromausfällen (siehe Liste historischer Stromausfälle).
- Blitzeinschläge (Direkteinschläge) in Leiterseile oder Umspannwerke, aber auch Einschläge in die Umgebung von Leitungen rufen in den Leitungen Überspannungen hervor. Als Schutz werden Freileitungen ab der 110-kV-Ebene als Blitzschutz mit Erdseilen überspannt und Umspannwerke und Freiluftschaltanlagen mit Fangstangen ausgestattet.
- Bei Stürmen können Äste oder Bäume auf die Leiterseile fallen und Kurzschlüsse bzw. Erdschlüsse auslösen. Mit einer Automatischen Wiedereinschaltung wird in solchen Fällen zunächst geprüft, ob der Störlichtbogen den Fehler bereits beseitigt (weggebrannt) hat. Erst bei bestehenbleibendem Fehler wird die Leitung vollständig abgeschaltet.
- Durch Sturmeinwirkung können Leitungsmasten umgerissen werden.
- Extreme Wetterlagen, Schnee und Eis wie etwa bei dem Münsterländer Schneechaos oder im Jahr 1998 in der Region von Québec in Kanada. Zur Abhilfe können zusätzliche Einrichtungen wie der Lévis-Enteiser zur Enteisung von Freileitungen installiert werden, wenn die Eigenerwärmung der Freileitungen bei extremen Wetterlagen im Winter nicht mehr ausreicht.
- Ein magnetischer Sturm führte 2003 zu einem einstündigen Netzausfall in Malmö, Schweden.[8] Ein starker magnetischer Sturm wie der Sonnensturm von 1859 könnte einen überregionalen Stromausfall auslösen.[9]

#### Baggerschaden
Erdkabel liegen zwar gut geschützt unter der Erde; gefährdet sind sie bei Bauarbeiten. Durch unsachgemäßes Arbeiten kann es vorkommen, dass Bagger das Kabel greifen und zerstören. Deshalb muss vor Tiefbauauarbeiten eine Leitungsauskunft eingeholt werden. Zum Schutz von Erdkabeln vor Beschädigung werden Trassenbänder oberhalb der Kabel verlegt. Die Beseitigung von Schäden an Kabeln ist aufwendiger als an Freileitungen. Stromausfälle an Erdkabeln sind ohne Fremdeinwirkung selten, da Schäden an der Isolation – vor allem im Mittel- und Hochspannungsbereich – bei regelmäßigen Kontrollen mittels Teilentladungsmessung bereits erkannt werden, bevor sie zu einem Ausfall führen.
Gleiches gilt für Erdbohrungen.

#### Überlast eines Netzelementes
Bei Überlastung einzelner Netzelemente werden diese von Schutzeinrichtungen abgeschaltet. Die Ursache dafür liegt vor allem in der Überschreitung von maximal zulässigen Strömen. Auch die Temperatur von Netzelementen kann Ursache für eine Überlast sein. Besonders bei strahlenförmig aufgebauten Stromversorgungsnetzen ist der Ausfall von Netzelementen kritisch, da damit unmittelbare und großräumige Stromausfälle in den nachgelagerten Netzbereichen verbunden sind.
Um derartige Ausfälle zu verhindern, wird im Bereich von Stromnetzen, Umspannwerken oder Kraftwerken die (n−1)-Regel angewendet, um bei Ausfall oder Abschaltung eines Betriebsmittels, wie eines Leistungstransformators, Generators oder einer Freileitung, den Gesamtbetrieb des Stromversorgungsnetzes aufrechtzuerhalten.

#### Ungleichgewicht im Energiesystem
Elektrischer Strom muss gleichzeitig zum Verbrauch erzeugt und zu den Verbrauchsstellen transportiert werden. Dabei müssen sich Erzeugung und Verbrauch sehr genau entsprechen (siehe Einsatz deutscher Kraftwerke). Eine unvorhergesehene Stromabschaltung kann daher aus einem (plötzlichen) Ungleichgewicht zwischen bereitgestellter und angeforderter Leistung, beispielsweise durch die Unterbrechung eines Stromkreises großer Leistung (plötzlicher Lastwegfall) oder das unangekündigte Zuschalten einer großen Last (plötzliche Überlastung) folgen.
Generatoren in Kraftwerken sind in der Regel Synchronmaschinen. Bei diesen Generatoren ist die Drehzahl synchron zur Netzfrequenz. Bei Dampf- oder Gasturbinen beträgt die der Nennfrequenz 50 Hz entsprechende Nenndrehzahl meist 3000 min−1. Bei Generatoren in Wasserkraftwerken ist die Nenndrehzahl oft geringer, mit einem der Polpaaranzahl entsprechenden ganzzahligen Bruchteil von 3000 min−1. Die Stromerzeugung wird im Allgemeinen über die Frequenz geregelt: Steigt der Verbrauch (also die „Last“), so werden die Generatoren in den Kraftwerken stärker abgebremst, wodurch ihre Drehzahl bei gleichbleibendem Antriebsmoment etwas absinkt. Dadurch fällt auch die Netzfrequenz. Die Antriebsleistung wird dann erhöht, bis die Generatoren trotz der höheren Last wieder 50 Hz liefern, und umgekehrt bei sinkendem Verbrauch.
Kann bei einer plötzlichen starken Laständerung die Leistung der planmäßig laufenden Kraftwerke nicht schnell genug geändert werden, veranlasst der Übertragungsnetzbetreiber schnell regelbare Kraftwerke, zusätzliche Leistung bereitzustellen (siehe Regelleistung). Positive Regelleistung kann auch auf der Lastseite bereitgestellt werden, indem Stromabnehmer abgeschaltet werden, die sich vertraglich dazu verpflichtet haben und für die Bereitstellung dieser positiven Regelleistung ein Entgelt gemäß Verordnung zu abschaltbaren Lasten erhalten. Bei einer plötzlichen Minderlast kann die Zuschaltung von Lasten erfolgen (zum Beispiel Pumpspeicher oder Power-to-Heat-Anlagen), das ist dann die Bereitstellung negativer Regelleistung. Als letzte Maßnahme wird bei einer Überlast ein Teil der Verbraucher „abgekoppelt“. Dabei handelt es sich um einen Lastabwurf. Solche Stromabnehmer können beispielsweise Aluminiumhütten oder Stahlwerke mit großen elektrischen Öfen sein.

#### Sabotage und Kriegseinwirkung
- Gezielte sabotierende Angriffe gegen Kraftwerke, Umverteiler oder Strommasten wie beispielsweise in der Feuernacht 1961 in Südtirol können zu überregionalen Stromausfällen führen.
- Das US-Militär hat erstmals 1990/91 im zweiten Golfkrieg Graphitbomben erfolgreich gegen die Umspannwerke im Irak eingesetzt. Innerhalb kurzer Zeit wurden 85 % der irakischen Stromversorgung lahmgelegt.
- Auf dem 36. Chaos Communication Congress vom 27. bis 30. Dezember 2019 zeigte Kaspersky in einer 45-minütigen Präsentation, wie leicht es für Cyber-Kriminelle wäre, den Leitstand eines deutschen Großkraftwerkes mit der Folge zu übernehmen, dass das Kraftwerk heruntergefahren werden könnte, so dass dann zumindest eine regionale Stromversorgung zusammenbrechen könnte.[10]
- Im Zuge des Russischen Überfalls auf die Ukraine kam es nach Kriegshandlungen zur Stilllegung des Kernkraftwerks Saporischschja und weiters wiederholt zu Stromausfällen bei der zum Betrieb der Nachkühlung nötigen Belieferung des stillgelegten Werks.
- Als beim Russischen Überfall auf die Ukraine insbesondere im Oktober 2022 zahlreiche Energieanlagen (häufig durch Drohnen) beschädigt wurden, kam es zu Stromausfällen und erzwungenen Stromabschaltungen (ab 20. Oktober 2022) in der ganzen Ukraine.[11]

#### Sonstige technische Ursachen
Viele bekannte Stromausfälle sind auf technische Ursachen im Stromnetz zurückzuführen. So beruhte der Stromausfall in Nordamerika im November 1965 auf menschlichem Versagen und hoher Netzlast. Der Stromausfall in Europa im November 2006 war auf Missverständnisse und Planungsfehler bei der planmäßigen temporären Abschaltung der 380-kV-Ems-Freileitungskreuzung zurückzuführen. Der Stromausfall im Juli 2019 in der Upper West Side von Manhattan ging wohl auf einen Transformatoren-Brand zurück. Weitere Ursachen sind Über- oder Unterspannung, Lastabwurf oder Netzfrequenzabweichung.

#### Geplante Unterbrechungen
Auch geplante Arbeiten am Stromnetz können zu Versorgungsunterbrechungen führen. Dazu gehören beispielsweise das Anschließen von Kabelabzweigen, einige Arbeiten an Freileitungen oder das Wechseln von Stromzählern. Nach Definition der Bundesnetzagentur gilt eine Versorgungsunterbrechung als geplant, wenn sie mit vorheriger Benachrichtigung oder Absprache der betroffenen Letztverbraucher bzw. Weiterverteiler erfolgt ist.
Auch geplante Versorgungsunterbrechungen müssen der Bundesnetzagentur gemeldet werden. Dabei können Zählerwechsel in der Niederspannung als eine häufig vorkommende und weitgehend standardisierte Art einer geplanten Versorgungsunterbrechung im Rahmen einer Sammelmeldung als eine Versorgungsunterbrechung (mit kumulierten Daten aller Zählerwechsel des Jahres) gemeldet werden.

### Einteilung nach der Dauer
- Kurzzeitige Ausfälle im Zeitbereich von wenigen Sekundenbruchteilen werden umgangssprachlich auch als Netzwischer bezeichnet, bei denen nach dieser kurzen Zeit die Energieversorgung automatisch wiederhergestellt wird. Ursachen können auf der Verteilebene kurzfristige Ereignisse wie Blitzeinschläge, Erdschluss, Lichtbogenfehler bei Freileitungen oder in seltenen Fällen auch Schaltfehler im Bereich von Schaltanlagen oder Umspannwerken sein. Unterbrechungsfreie Stromversorgungen und Notstromaggregate sollten in der Lage sein, ausreichend schnell auf diese kurzzeitigen Ausfälle zu reagieren, sodass keine systemstörende Dauerunterbrechung die Folge ist. Typische Reaktionszeiten liegen zwischen 15 und 50 ms.
- Kurzzeitige Spannungsabsenkung (Spannungseinbruch) infolge von Überlastung aufgrund unvorhergesehener Ereignisse. Dieser Zustand wird im Englischen auch als Brownout – nach der starken Abschwächung von Glühlampenbeleuchtung benannt – oder Sag bezeichnet und tritt insbesondere in kleineren oder unterdimensionierten Stromnetzen mit zu gering verfügbarer Regelleistung auf. In der Regel kommt es dabei zu keinen ernstzunehmenden Schäden. Doch reagieren elektronische Geräte durchaus unterschiedlich auf einen Brownout: Bei manchen kommt es zu überhaupt keinen Beeinträchtigungen, wohingegen andere Gerätschaften empfindlicher auf einen kurzzeitigen Spannungsabfall antworten. Beispielsweise kann ein fehlender Batteriespeicher zu einem Daten- oder Funktionsverlust führen. Ein sogenannter Brownout-Detector kann einem solchen Szenario vorbeugen.[13] Brownouts sind beispielsweise im japanischen Stromversorgungsnetz relativ häufig, auch aufgrund der gemischten Netzfrequenz von 50 Hz und 60 Hz, während im europäischen Verbundsystem überregionale Brownouts nur sehr selten vorkommen. Brownouts können auch unmittelbar vor einem Totalausfall als Vorbote auftreten.
- Mittel- bzw. langfristiger Stromausfall oder Totalausfall, welcher durch einen kompletten Spannungsausfall im Minutenbereich bis in den Bereich einiger Stunden reichen kann. Dieser Ausfall wird im Englischen auch als Blackout bezeichnet. Vergleichsweise sehr lange Ausfallszeiten im Bereich von Tagen bis zu einigen Wochen werden meist durch großräumige Schäden an der Infrastruktur wie der Leitungen verursacht, beispielsweise als Folge extremer Wetterereignisse im Winter (siehe Liste historischer Stromausfälle, Münsterländer Schneechaos November 2005).

### Einteilung nach räumlicher Ausdehnung
Eine exakte Definition der räumlichen Ausdehnung von Stromausfällen existiert nicht. Allgemein wird aber nach lokalen bzw. regionalen und überregionalen Stromausfällen unterschieden.

#### Lokale und regionale Stromausfälle
- Bei einem Defekt im Niederspannungsnetz (230/400 V) sind einzelne Straßenzüge, Siedlungen oder – im ländlichen Raum – begrenzte Gebiete vom Stromnetz getrennt.
- einzelne Stadtteile (-Bezirke) oder in ländlichen Regionen ganze Ortschaften können ausfallen, wenn Unterbrechungen im sogenannten Mittelspannungsnetz vorliegen.
- Ist eine größere (industrielle) Anlage, z. B. eine Fabrik, von einem Ausfall des Anschlusses an das externe Stromnetz betroffen, wird dies als Schwarzfall, englisch Station blackout (SBO) bezeichnet.[14] Der Schwarzfall kann von einem Ausfall der Stromzuleitung, des Stromanschlusses oder der Steuerung der Anlage oder von einem Ausfall des übergeordneten Stromnetzes verursacht sein.

#### Überregionale Stromausfälle
- Zu netzweiten, überregionalen Stromausfällen kommt es beispielsweise, wenn große Teile des Übertragungsnetzes oder des 110-kV-Netzes ausfallen.
- Häufigste Ursache ist die Missachtung des N-1-Kriteriums, welches besagt, dass zu keiner Zeit der Ausfall eines bestimmten Betriebsmittels wie einer Leitung, eines Transformators oder Generators zu einem Gesamtausfall führen darf. Weitere Ursache können unmittelbare Mehrfachfehler sein – allerdings sind diese Fehler durch den hohen Automatisierungsgrad eher selten.
- Eine weitere Ursache ist, wenn der Übertragungsnetzbetreiber nicht oder nicht schnell genug auf Störungen oder Veränderungen im Stromnetz reagiert.

Wenn die Stromversorgung in einem Netz vollständig zusammengebrochen ist und selbst die Kraftwerke keinen Strom mehr aus dem Netz beziehen können, so spricht man auch von einem Schwarzfall. In diesem Fall können nur schwarzstartfähige Kraftwerke wie besonders dafür vorbereitete Gasturbinenkraftwerke oder Flusskraftwerke ohne äußere Energiezuführung starten. Die Leistung jener schwarzstartfähigen Kraftwerke dient in der Folge dazu, nicht schwarzstartfähige Kraftwerke wie Kohlekraftwerke in Stufen zu starten. Manche nicht schwarzstartfähigen Kraftwerke, beispielsweise Kernkraftwerke, verfügen aus Sicherheitsgründen auch über eigene schwarzstartfähige Einheiten, meist in Form von Gasturbinen, mit denen die Eigenversorgung und auch das Starten des Kraftwerks ohne äußere Energiezuführung möglich ist.

## Zuverlässigkeit der Stromversorgung in der Bundesrepublik Deutschland

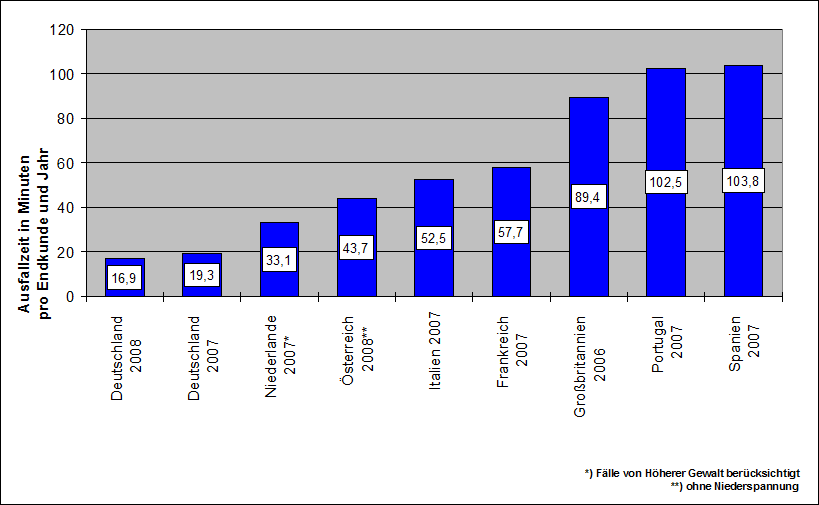
Ausfallzeiten in verschiedenen Ländern

Die Bundesnetzagentur (BNetzA) hat in ihrer Verfügbarkeitsstatistik für das Jahr 2018 ermittelt, dass die durchschnittliche Nichtverfügbarkeit von elektrischer Energie für Endverbraucher für das gesamte Jahr bei knapp unter 14 Minuten lag; 2006 hatte der Wert bei über 20 Minuten gelegen. Obwohl häufig befürchtet, wirkt sich die Energiewende bzw. die dezentralen Einspeisung erneuerbarer Energien auf die Versorgungssicherheit des Endverbrauchers weiterhin nicht negativ aus. Mit einer durchschnittlichen jährlichen Nichtverfügbarkeit von Strom von unter 15 Minuten für Endverbraucher gehört Deutschland zu den Ländern mit der höchsten Versorgungssicherheit.
Stromausfälle im Bahnstromnetz und im öffentlichen Netz haben fast nie wechselseitige Auswirkungen, weil beide Systeme, unter anderem wegen unterschiedlicher Netzfrequenzen, weitgehend unabhängig voneinander betrieben werden.

Mit dem SAIDI (System Average Interruption Duration Index) kann eine international anerkannte Aussage über die Qualität des Stromnetzes getroffen werden.

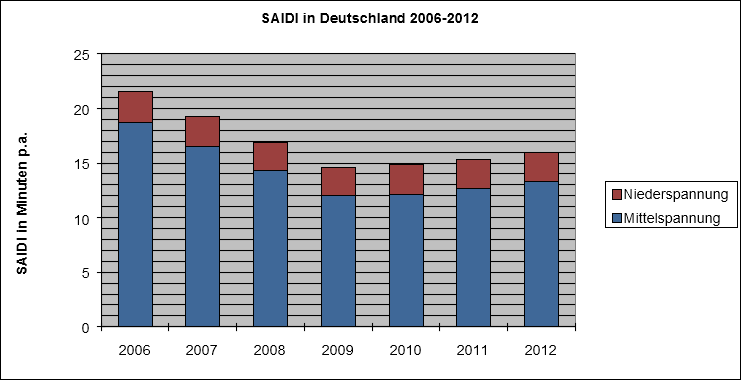
SAIDI-Werte für Deutschland 2006–2012

Die Zuverlässigkeit des Verbundnetzes wird heute – wie die Erfahrungen aus den zurückliegenden Netzausfall-Ereignissen zeigen – durch das Risiko von Mehrfachfehlern (kaskadierende Fehler) im Netz bestimmt. Der Systemindex (SAIDI) liefert hierüber keine (direkten) Aussagen.
|              | Allgemeindaten             | Allgemeindaten             | Niederspannung                         | Niederspannung  | Mittelspannung                         | Mittelspannung  | Gesamt          | Gesamt                  |
| Berichtsjahr | Anzahl Netzbetreiber/Netze | Letztverbraucher (in Mio.) | Anzahl Unterbrechungen (insg. in Tsd.) | SAIDI (Minuten) | Anzahl Unterbrechungen (insg. in Tsd.) | SAIDI (Minuten) | SAIDI (Minuten) | Nichtverfügbarkeit in % |
| ------------ | -------------------------- | -------------------------- | -------------------------------------- | --------------- | -------------------------------------- | --------------- | --------------- | ----------------------- |
| 2023         | 852                        | 52,3                       | 139,5                                  | 2,42            | 18,9                                   | 10,38           | 12,8            |                         |
| 2022         | 848/855                    | 52,1                       | 137,7                                  | 2,2             | 19,6                                   | 10              | 12,23           |                         |
| 2021         | 850/857                    | 51,8                       | 146,5                                  | 2,4             | 20,1                                   | 10,3            | 12,7            |                         |
| 2020         | 860/868                    | 51,4                       | 142,3                                  | 2,11            | 19,9                                   | 8,62            | 10,73           | 0,0026 %                |
| 2019         | 859/865                    | 51,0                       | 139,0                                  | 2,19            | 20,9                                   | 10,01           | 12,20           | 0,0020 %                |
| 2018         | 866/872                    | 50,7                       | 143,7                                  | 2,34            | 23,7                                   | 11,57           | 13,91           | 0,0026 %                |
| 2017         | 862/869                    | 50,5                       | 143,0                                  | 2,22            | 23,5                                   | 12,92           | 15,14           | 0,0029 %                |
| 2016         | 860/868                    | 50,3                       | 148,3                                  | 2,10            | 24,3                                   | 10,70           | 12,80           | 0,0024 %                |
| 2015         | 850/860                    | 49,9                       | 150,9                                  | 2,25            | 26,7                                   | 10,45           | 12,70           | 0,0024 %                |
| 2014         | 874/884                    | 49,6                       | 147,8                                  | 2,19            | 26,0                                   | 10,09           | 12,28           | 0,0023 %                |
| 2013         | 868/878                    | 49,5                       | 151,4                                  | 2,47            | 27,8                                   | 12,85           | 15,32           | 0,0029 %                |
| 2012         | 866/883                    | 49,3                       | 159,0                                  | 2,57            | 32,0                                   | 13,35           | 15,91           | 0,0030 %                |
| 2011         | 864/928                    | 48,9                       | 172,0                                  | 2,63            | 34,7                                   | 12,68           | 15,31           | 0,0029 %                |
| 2010         | 890/963                    | 49,0                       | 169,2                                  | 2,80            | 37,1                                   | 12,10           | 14,90           | 0,0028 %                |
| 2009         | 821/842                    | 48,4                       | 163,9                                  | 2,63            | 35,1                                   | 12,00           | 14,63           | 0,0028 %                |
| 2008         | 813/834                    | 48,4                       | 171,5                                  | 2,57            | 36,6                                   | 14,32           | 16,89           | 0,0032 %                |
| 2007         | 825                        | 48,5                       | 196,3                                  | 2,75            | 39,5                                   | 16,50           | 19,25           | 0,0037 %                |
| 2006         | 781                        | 48,5                       | 193,6                                  | 2,86            | 34,4                                   | 18,67           | 21,53           | 0,0041 %                |

Daten: Bundesnetzagentur

## International
Zwischen 2011 und 2019 gab es folgende gravierenden Stromausfälle nach der Anzahl der betroffenen Personen:
| Staat                | Monat/Jahr    | Anzahl betroffene Personen (in Millionen) |
| -------------------- | ------------- | ----------------------------------------- |
| Indien               | Juli 2012     | 620                                       |
| Ukraine              | Dezember 2015 | 230                                       |
| Bangladesch          | November 2014 | 150                                       |
| Pakistan             | Januar 2015   | 140                                       |
| Türkei               | März 2015     | 070                                       |
| Brasilien            | Februar 2011  | 053                                       |
| Argentinien/ Uruguay | Juni 2019     | 047                                       |
| Sudan                | Januar 2018   | 041                                       |

Im Jahr 2020 gab es in Deutschland 10,73 Minuten Stromausfall pro Verbraucher, in der Schweiz 21 min/Verbraucher und in Österreich 26,58 min/Verbraucher. Alle drei Staaten verfügen deshalb über eine sehr hohe Netzsicherheit. Stromausfälle sind in Industriestaaten eher selten, in Entwicklungs- und Schwellenländern kommen sie dagegen häufig vor.

## Szenario eines großen Stromausfalls
Als Anlässe für einen Stromausfall eines ganzen Gebiets werden von Energieversorgungsunternehmen meist ein Defekt in einem Kraftwerk, die Beschädigung einer Leitung, ein Kurzschluss oder eine lokale Überlastung des Stromnetzes angegeben. Diese Anlässe wären jedoch bei einer funktionierenden Regelung im Allgemeinen kein Grund für einen Stromausfall. Überregionale Stromnetze werden nach dem (n−1)-Kriterium betrieben. Das bedeutet, dass zu jeder Zeit ein elektrisches Betriebsmittel, ein Transformator, eine Leitung oder ein Kraftwerk ausfallen darf, ohne dass es zu einer Überlastung eines anderen Betriebsmittels kommen darf oder gar zu einer Unterbrechung der Energieversorgung. Nach diesem Standard müssen in Deutschland und im Gebiet der UCTE die Verbundnetze geführt werden. Kommt es allerdings – z. B. durch einen Defekt in einem Kraftwerk – zum gleichzeitigen Ausfall mehrerer Trafos oder Leitungen, kann es zur Unterbrechung der Stromversorgung kommen. Im korrekt betriebenen System müssen also mindestens zwei Ereignisse zusammenkommen, damit eine Versorgungsunterbrechung entstehen kann.
Das im Übertragungsnetzbetrieb gültige (n-1)-Kriterium wurde ursprünglich für Systeme mit lokaler Netzabdeckung und geringen Transportentfernungen entwickelt. Gegen großflächige und überregionale Netzausfälle (Blackouts), deren Häufigkeit und Ausmaße weltweit zunehmen, erweist sich dieses Kriterium als nicht ausreichend. In den Dekaden zwischen 1965 und 1995 traten großflächige Netzausfälle noch vereinzelt auf, nach 2005 waren es im Durchschnitt 14 Ereignisse im Jahr. Sie haben ihre Gründe im Mehrfachversagen und/oder kaskadierenden Fehlern im Netz und werden u. a. auf die hohe Auslastung des Übertragungsnetzes (was zu Einschränkungen der Netzerneuerungen, Netzverstärkungen und Erweiterungen führt), die unstete Einspeisung aus regenerativen Energiequellen und die Verletzlichkeit großer Übertragungsstrecken vom Erzeuger bis zum Verbraucher zurückgeführt. Die Abschaltung der 7 + 1 Kernkraftwerke im März 2011 verschärfte diese Situation durch Wegfall von Leistung in Süddeutschland.
Die Untersuchungen der Ursachen der weltweit aufgetretenen Blackouts zeigen als wesentliche Ursachenkomplexe: Die Privatisierung und Liberalisierung führten zur Vernachlässigung der Netze und deren Infrastrukturen; der verstärkte Zuwachs von erneuerbarer Energie bewirkt die Instabilität des Netzes.

### Auswirkungen
Lässt sich für den momentanen Bedarf im eigenen Netz nicht genügend Energie aktivieren, z. B. bei Ausfall der Netzregelung, sinkt insbesondere die Netzfrequenz, denn die Lastdifferenz wird zunächst aus der kinetischen Energie aller rotierenden Massen in den Generatoren gedeckt. Dieser Fall wird als Unterfrequenz bezeichnet und ist im Westeuropäischen Verbundnetz (UCTE-Regelzone) in fünf Stufen unterteilt: Dabei wird neben der kurzfristigen Aktivierung von Reserven insbesondere der automatische Lastabwurf vollzogen.
Kann dadurch keine Stabilisierung erreicht werden, erfolgt als letzte Konsequenz eine Auftrennung in mehrere, zueinander asynchrone Netzbereiche, zwischen denen kein Leistungsfluss mehr stattfindet. In einzelnen Netzbereichen kommt es damit zu totalen Ausfällen, da sich die Kraftwerke automatisch vom Netz trennen. Größere kalorische Kraftwerke (Grundlastkraftwerke) wie Kohlekraftwerke oder Kernkraftwerke versuchen, sich bei Netztrennung durch Reduktion der Leistung im Eigenbedarf zu fangen und diesen nicht optimalen Betriebszustand für einige Stunden aufrechtzuerhalten. Gelingt dieses Auffangen und Halten im Eigenverbrauch des Kraftwerks nicht, werden die betroffenen Kraftwerksblöcke abgeschaltet, was zu einem längeren Prozess der Wiederinbetriebnahme führt.

### Folgen
Die Netzanschlüsse sind auf unterschiedliche lokal getrennte Umspannwerke geschaltet, um beim Ausfall eines Umspannwerks über das andere weiter mit Strom versorgt werden zu können. Das übergeordnete Netz ist bei beiden Umspannwerken in der Regel dasselbe, so dass sich eine Störung dort auch auf beide Anschlüsse auswirkt. Viel wichtiger ist z. B. in Krankenhäusern die Verwendung einer Anlage zur unterbrechungsfreien Stromversorgung (USV).
Im Bereich der EDV können Stromausfälle zum Verlust nicht gesicherter Daten sowie im Einzelfall zur Beschädigung von Geräten führen. Einzelne Geräte können bei Stromausfall noch Meldungen an andere Geräte absetzen, z. B. ein Dying-Gasp-Signal.
Schwerwiegende wirtschaftliche Schäden können auch in Industriebetrieben entstehen, die auf eine fortwährende Energiezufuhr angewiesen sind und einen Produktionsprozess nach einer Leistungsunterbrechung nicht ohne Weiteres fortführen können (etwa die chemische Industrie, Lebensmittelverarbeitung usw.).
Auch im privaten Bereich können vor allem längere Stromausfälle unangenehme Folgen haben:
- Beleuchtung: Elektrisches Licht, Ampeln, Signale
- Nachrichten: Rundfunk- und Fernsehgeräte mit Netzspannung; Batterien sind schnell erschöpft. Viele Sendeanlagen haben Notstromaggregate.
- Kommunikation: Mobiltelefonie steht bei längerem Stromausfall nur begrenzte Zeit zur Verfügung, da Mobilfunkmasten meist Akku-gestützt nur wenige Stunden überbrücken; Festnetz und Internet sind i. A. abhängig von (stromlosen) Endkunden-Routern.
- Sicherheit: Türsprechanlagen und Türöffner, Zutritts-Sicherungssysteme, Alarmanlagen, Feuermelder und Warnlichter für Flugverkehr auf hohen Bauwerken funktionieren nur, falls und solange Akkus oder Notstromsysteme ersatzweise liefern. Krankenhäuser haben hierzulande Notstromaggregate und besonders kritische Bereiche wie Operationssaal und Intensivmedizin haben eine Unterbrechungsfreie Stromversorgung. Fluchtwegmarkierungsleuchten in größeren (Wohn-)Gebäuden sind meist einzeln akkugestützt und leuchten eine Zeit lang.
- Mobilität: Aufzüge, Seilbahnen, Parkhaustore; Eisenbahnen haben zum Teil eigene Stromversorgungsnetze.
- Wasser: Trinkwasseraufbereitung und Abwasserentsorgung mit Pumpen fallen nach einiger Zeit aus. Bei Wasserversorgungsnetzen, welche durch das natürliche Gefälle und ohne Pumpen betrieben werden (wie bei der Wiener Wasserversorgung über die Hochquellenwasserleitungen), hat ein Stromausfall auf die Versorgung nur geringe Auswirkung.
- Treibstoff: Tankstellen haben meist kein Notstromaggregat oder Anschluss dafür; die Zapfsäulen-Pumpen fallen aus.
- Wärme: Klimaanlagen, Lüftungen, Elektroheizungen; aber auch Öl-, Gas- und Pellets-Zentralheizungen haben ohne elektrischen Strom keine Steuerung, keinen Zündfunken und keine Umwälzpumpe.
- Geld: Geldautomaten von Banken sind meistens nicht funktionsfähig.
- Einkaufen: Supermärkte schließen, da oft Kassen und Hauptbeleuchtung ausfallen, ebenso Gastronomiebetriebe. Elektrische Schiebe- und Drehtüren sind funktionsunfähig.
- Lebensmittel: Kühl- und Gefrierschrank-Inhalte können bei einem längeren Stromausfall auftauen/verderben.

Eine Studie des Büros für Technikfolgen-Abschätzung beim Deutschen Bundestag (TAB) kommt zu dem Ergebnis, dass durch einen langandauernden und großflächigen Stromausfall alle kritischen Infrastrukturen betroffen wären und ein Kollaps der gesamten Gesellschaft kaum zu verhindern wäre. Trotz dieses Gefahren- und Katastrophenpotenzials sei ein diesbezügliches gesellschaftliches Risikobewusstsein nur in Ansätzen vorhanden.

### Notstrombetrieb
Kritisch sind Stromausfälle besonders für Krankenhäuser, da diese Strom zum Betrieb medizinischer Geräte benötigen. Aber auch sicherheitsrelevante Systeme (wie Radargeräte der Flugsicherung, Ampeln oder Signalanlagen der Eisenbahn) oder andere Versorger (wie Wasserwerke, Gaswerke oder Telekommunikationsunternehmen) benötigen Strom zum Arbeiten. Aus diesem Grund verfügen beispielsweise Krankenhäuser und andere kritische Einrichtungen ebenso wie viele Unternehmen über Notstromaggregate, die häufig mit Dieselgeneratoren betrieben werden und sich automatisch zuschalten, sobald ein Stromausfall eintritt (Allgemeine Ersatzstromversorgung). Zusätzlich verfügen viele Einrichtungen über mehrere Netzanschlüsse an (weitgehend) unabhängige Netze.
Der Zeitraum, der im Notstrombetrieb überbrückt werden kann, unterscheidet sich stark. Der öffentlich-rechtliche Rundfunk soll zur Information der Bevölkerung mindestens 3 Tage sendefähig bleiben – beim Rundfunk Berlin-Brandenburg sind es zum Beispiel 8 Tage, allerdings auf nur einer Hörfunkwelle anstatt der im Normalbetrieb sechs Frequenzen.

#### Telekommunikation
Die zentralen Telekommunikationseinrichtungen und Hauptvermittlungsstellen sind durchgängig für den längeren Notstrombetrieb vorbereitet. Die Ortsvermittlungsstellen, die bei Kupferkabeln die Endgeräte mit Strom versorgen können, sind dagegen meist nur mit Pufferbatterien für 4 Stunden ausgelegt. Bei längerfristigem Ausfall werden daher dort nur noch wenige Endstellen und insbesondere öffentliche Telefonzellen weiterbetrieben. Die Mobilfunknetze arbeiten bei Stromausfall mit Notstromakkus. So kann zwar ein Weiterbetrieb über etwa einen Tag sichergestellt werden, jedoch nur auf einem stark verringerten Kanalangebot. Für den BOS-Funk ist eine Batteriepufferung von mindestens 12 Stunden vorgesehen, die den vollständigen Betrieb aller Endgeräte sicherstellt; danach kann es auch dort zur Einschränkung der Vermittlungsfähigkeit kommen.

## Stromausfall in Kernkraftwerken („Schwarzfall“)
Zur Absicherung gegen  externe Netzausfälle müssen die Kernkraftwerke (KKW) in Deutschland nach der kerntechnischen Regel „KTA 3701“ über mindestens zwei netzseitige Versorgungsmöglichkeiten sowie – bei Ausfall der externen Netze – über eine automatische Umschaltung auf Eigenbedarfsleistung des Kraftwerkes (Lastabwurf auf Eigenbedarfsleistung) verfügen. Erst bei Ausfall dieser drei Einspeisewege tritt der Notstromfall ein, der durch das redundante Notstromsystem des Kraftwerkes abgesichert wird, das den Strombedarf für die redundanten Nachkühlpumpen für die Nachwärmeabfuhr abdeckt.
Der Notstromfall ist in den „Probabilistischen Sicherheitsanalysen (PSA)“ der KKW ein expliziter Untersuchungsfall („auslösendes Störfallereignis“) und wird in mit einer Eintrittshäufigkeit von H = 2,5 % pro Jahr angegeben.
Verschiedentlich hatten KKW aber bereits mit Problemen zu kämpfen, die das ordnungsgemäße Funktionieren dieser Notstromaggregate respektive deren Zuschalt-Vorrichtungen betrafen. Am bekanntesten diesbezüglich sind wohl die Nuklearunfälle von Fukushima und die Störfälle von 2006 im schwedischen Kernkraftwerk Forsmark. Ähnliche Vorfälle ereigneten sich 1975 im Kernkraftwerk Greifswald, 1982 im belgischen Kernkraftwerk Doel, 1999 im französischen Kernkraftwerk Blayais, 2000 im New Yorker Kernkraftwerk Indian Point 2, 2001 im taiwanesischen Kernkraftwerk Maanshan, 2004 im Kernkraftwerk Biblis, 2007 im französischen Kernkraftwerk Dampierre und Kernkraftwerk Penly und schweizerischen Kernkraftwerk Beznau 1 und 2011 im französischen Kernkraftwerk Tricastin.
Am 26. April 1986 übte das Bedienungspersonal des Kernkraftwerks Tschernobyl das Beherrschen eines Kernreaktors (Block 4) bei einem vollständigen Stromausfall. Dabei kam es auf Grund schwerwiegender Verstöße gegen die geltenden Sicherheitsvorschriften und wegen der bauartbedingten Eigenschaften des mit Graphit moderierten Kernreaktors zu einem unkontrollierbaren Leistungsanstieg mit Kernschmelze, der zur Explosion des Druckgefäßes und zum Brand des Graphits (Katastrophe von Tschernobyl) führte.

## Stromausfall in den Medien
Der Roman Blackout – Morgen ist es zu spät von Marc Elsberg beschreibt die Auswirkungen eines großflächigen Stromausfalls in Europa über zwei Wochen; er basiert auf der Studie von 2011 des Büros für Technikfolgen-Abschätzung.

## Wirtschaftliche Aspekte
Die Netzlast im Stromnetz ist das Ergebnis des Stromverbrauchs und der ihm gegenüberstehenden Stromerzeugung. Steigt der Stromverbrauch, ohne dass die Stromerzeugung proportional zunimmt, erhöht sich die Netzlast. Die Gefahr eines Stromausfalls wächst bei sehr hoher Netzlast, vor allem im Winter in Europa durch Elektrowärme, im Sommer in Nordamerika durch Klimaanlagen.
Ein Stromausfall kann sich als Dominoeffekt auf andere stromabhängige Netze wie Rechnernetz oder Schienennetz auswirken. Redundanzen, die einen Stromausfall lindern oder ausgleichen, sind Batterien, Eigenerzeugung, Unterbrechungsfreie Stromversorgung, Netzersatzanlage, Überstromschutzeinrichtung oder Notstromaggregate. Schäden durch Stromausfall sind die Betriebsstörung und Betriebsunterbrechung oder an Elektrogeräten (Ausfall der Kühlschränke beschleunigt den Verderb der Waren).
Aus allen ungeplanten Unterbrechungen, die nicht auf Ereignisse der höheren Gewalt zurückzuführen sind, ermittelt die Bundesnetzagentur den sogenannten SAIDI-EnWG (System Average Interruption Duration Index), der die durchschnittliche Versorgungsunterbrechung je angeschlossenem Letztverbraucher und Spannungsebene innerhalb eines Kalenderjahres widerspiegelt.
Ein großer Teil der Folgen beinhaltet, dass in der betroffenen Volkswirtschaft Teile der Wertschöpfung für einen gewissen Zeitraum ausfallen. Wirtschaftsminister Philipp Rösler sagte im Mai 2011 dazu: „In Studien wird die Schadenshöhe eines Blackouts mit mindestens 6,50 Euro je Kilowattstunde angegeben. Wir verbrauchen etwa 1,6 Milliarden Kilowattstunden am Tag. Das tägliche Bruttoinlandsprodukt in Deutschland beträgt etwa 6 Milliarden Euro. Wenn in ganz Deutschland einen Tag lang der Strom ausfiele und nichts mehr produziert werden könnte, wäre das also schon ein erheblicher Schaden. Hinzu kämen indirekte Kosten.“
Eine Studie der Technischen Universität Berlin aus dem Jahr 2011 schätzte diese volkswirtschaftlichen Kosten im gewichteten Mittel auf mindestens 8,50 Euro/kWh. Die Kosten der einzelnen Verbrauchergruppen werden dabei auf mindestens folgende Werte geschätzt:
| Landwirtschaft | Industrie    | Dienstleistungen | Öff. Verwaltung | Haushalte     |
| -------------- | ------------ | ---------------- | --------------- | ------------- |
| 2,34 EUR/kWh   | 2,49 EUR/kWh | 16,35 EUR/kWh    | 5,53 EUR/kWh    | 15,70 EUR/kWh |

Genau genommen sind alle Zahlen hypothetisch, da die tatsächlichen Schäden außer die Nichterbringbarkeit von Leistungen kaum abschätzbar sind. Das Hamburger Weltwirtschafts-Institut (HWWI) kam 2013 etwa zu dem Schluss:
- Es gibt ein wachsendes Risikopotential.
- Die Studie beschränkt sich bewusst auf Stromausfälle einer Länge von nicht mehr als einer Stunde.
- Schwer abzuschätzende Kosten bei längeren Ausfällen, wie beispielsweise durch die Unterbrechung der Lieferketten oder den Ausfall von Kühlsystemen, werden damit aus der Analyse ausgeklammert.[31]

Aus einem österreichischen bzw. in Folge europäischen Forschungsprojekt stammt der Blackout-Simulator, mit dem eine Kostensimulation (Nichtverfügbarkeit von Leistungen) durchgeführt werden kann. Hierbei können jedoch keine Schäden in Folge eines Blackouts berücksichtigt werden.